# 小原金裕
小原 金裕（おばら かねひろ、1890年（明治23年）4月9日 - 1964年（昭和39年）4月16日）は、大日本帝国陸軍軍人。最終階級は陸軍少将。

## 経歴・人物
滋賀県出身。1911年（明治44年）陸軍士官学校第23期卒業、陸軍歩兵少尉に任官。1938年（昭和13年）7月に陸軍歩兵大佐・独立守備歩兵第22大隊長を経て、1939年（昭和14年）8月に大分連隊区司令官に任官。その後、1944年（昭和19年）1月に独立歩兵第138大隊長（ビルマ方面軍、独立混成第24旅団）となり、大東亜戦争に出征。同年3月に独立混成第72旅団長を経て、6月10日に陸軍少将に昇進し、ムトンで終戦を迎えた。
1947年（昭和22年）11月28日、公職追放仮指定を受けた。